# Gmina Skalbmierz
Die Gmina Skalbmierz ist eine Stadt-und-Land-Gemeinde im Powiat Kazimierski der Woiwodschaft Heiligkreuz in Polen. Ihr Sitz ist die gleichnamige Stadt mit etwa 1300 Einwohnern.

## Gliederung
Zur Stadt-und-Land-Gemeinde (gmina miejsko-wiejska) gehören neben der Stadt Skalbmierz folgende 23 Dörfer mit einem Schulzenamt:
Baranów
Bełzów
Bolowiec
Boszczynek
Drożejowice
Grodzonowice
Kobylniki
Krępice
Kózki
Małoszów
Podgaje
Przybenice
Rosiejów
Sielec Biskupi
Sielec-Kolonia
Sietejów
Szarbia Zwierzyniecka
Szczekarzów
Tempoczów-Kolonia
Tempoczów-Rędziny
Topola
Zakrzów
Zakrzówek

## Persönlichkeiten
- Stanisław von Skarbimierz (um 1362–1431), Jurist und Domherr
- Jacek Włosowicz (* 1966), Politiker und MdEP.